# Одеське болгарське настоятельство
«Одеське болгарське настоятельство» — організація болгар, які переселилися на південь Російської імперії, рятуючись від османського ярма. Одеське болгарське настоятельство (О.б.н.) засноване 1854 відомим болгарським освітянином Миколою Палаузовим, проіснувало до 1917. Його головною метою була підтримка культурно-освітньої справи в Болгарії. Основні кошти надходили від пожертвувань. На початку 1880-х рр. мало капітал в 300 тис. рублів. Найактивнішу діяльність розгорнуло в 1850— 70-ті рр., допомагаючи матеріально національно-визвольній боротьбі болгарського народу. Надсилало в Болгарію книги для болгарських шкіл і православних монастирів, субсидіювало навчання болгарської молоді в Російській імперії, переважно в Новоросійському університеті, болгарських училищах у Комраті і Преславі, південнослов'янському пансіоні в Миколаєві.